# 宋英
宋英（1920年—？），原名宋英德，又名英农，男，山东莒县人，中华人民共和国政治人物，曾任山东省出版局局长、文化局局长，山东省文学艺术界联合会副主席。